# Cold Water (Dominica)
Der Bach Cold Water ist ein Fluss im Parish Saint Patrick von Dominica.

## Geographie
Cold Water entspringt im östlichen Gipfelbereich des Morne Watt. Der Bach verläuft nach Südosten und mündet im Tal zwischen Morne Watt und Grande Soufrière Hills in die Rivière Blanche.